# Ребекка Шрамкова
Ребекка Шрамкова (словац. Rebecca Šramková) — словацька тенісистка.

## Фінал турнірів WTA

### Одиночний розряд: 3 (1 титул)
| Легенда          |
| ---------------- |
| Grand Slam (0–0) |
| WTA 1000 (0–0)   |
| WTA 500 (0–0)    |
| WTA 250 (1–2)    |

| За поверхнею |
| ------------ |
| Хард (1–2)   |
| Грунт (0–0)  |
| Трава (0–0)  |

| Фінали за умовами |
| ----------------- |
| Під небом (1–2)   |
| В залі (0–0)      |

| Результат | В–П | Дата     | Турнір                 | Статус  | Поверхня | Супротивниця     | Рахунок  |
| --------- | --- | -------- | ---------------------- | ------- | -------- | ---------------- | -------- |
| Поразка   | 0–1 | Вер 2024 | Jasmin Open, Туніс     | WTA 250 | Хард     | Соней Картал     | 3–6, 5–7 |
| Перемога  | 1–1 | Вер 2024 | Thailand Open, Таїланд | WTA 250 | Хард     | Лаура Зігемунд   | 6–4, 6–4 |
| Поразка   | 1–2 | Жов 2024 | Jiangxi Open           | WTA 250 | Тверде   | Вікторія Голубич | 6–3, 7–5 |

## Фінали турнірів WTA Challenger

### Одиночний розряд: 1 фінал
| Результат | В–П | Дата     | Турнір            | Поверхня | Супротивниця    | Рахунок       |
| --------- | --- | -------- | ----------------- | -------- | --------------- | ------------- |
| Поразка   | 0–1 | Вер 2023 | Bari Open, Італія | Ґрунт    | Тамара Зіданшек | 6–3, 5–7, 1–6 |